# Castello di Albiano d'Ivrea
Il Castello di Albiano d'Ivrea, noto anche come il Castello vescovile di Albiano, è un antico castello situato nel comune di Albiano d'Ivrea in Piemonte.

## Storia
Le prime notizie sulla struttura risalgono al 9 luglio dell'anno 1000 quando l'imperatore Ottone I infeuda il castello locale già esistente al vescovo di Ivrea. Nel 1326 il nuovo vescovo di Ivrea, Palladio Avogadro, decise di investire del castello il principe Filippo I di Savoia-Acaja, figlio di Tommaso III di Savoia, signore di Piemonte. Allo scoppiare però delle guerre nell'area del Canavese dopo la metà del secolo, il castello tornò ai vescovi locali.
All'inizio del Cinquecento, il vescovo Bonifacio Ferrero si preoccupò del restauro globale della struttura che ad ogni modo venne nuovamente distrutta nella guerra civile del 1641 per poi essere ricostruito ad inizio Ottocento. Nel 1841 la struttura ospitò per un soggiorno Ferdinando di Savoia, duca di Genova, fratello del futuro re Vittorio Emanuele II d'Italia.
Il castello, ancora proprietà della diocesi, ha ospitato monsignor Luigi Bettazzi, vescovo emerito di Ivrea.